# Perfluorotripentylamine
La perfluorotripentylamine ou FC-70 est un composé chimique de formule N(C5F11)3. Il s'agit d'un liquide incolore, chimiquement inerte et pratiquement insoluble dans l'eau. Elle est utilisée essentiellement comme liquide de refroidissement et fluide caloporteur dans l'industrie électronique sous le nom commercial de Fluorinert FC-70.